# 김덕주
김덕주(金德柱, 1933년 9월 29일 ~ 2023년 1월 5일)는 대한민국의 제11대 대법원장을 지낸 법조인이다. 본관은 연안이며, 충청남도 부여군 출신이다.
서울대학교 법과대학을 졸업하고 1955년 제7회 고등고시 사법과에 합격하였다.
대구지방법원 판사를 시작으로 춘천지방법원장, 서울민사지방법원장을 지내고 1980년 법원행정처 차장을 거쳐 1981년 대법원 판사가 되었다.
1986년 대법원 판사 임기만료 후 잠시 변호사로 개업하였다가, 1988년 노태우 대통령에 의하여 다시 대법관으로 임명되었고, 1990년 대법원장으로 임명되었다.
서울민사지방법원 법원장으로 있을 때인 1979년 서울민사지방법원은 신민당 총재인 김영삼의 직무를 정지했다. 이와 관련하여 담당 판사였던 조언 (법조인)이 "직무정지 결정을 연기하자"고 요청하였음에도 "김덕주 법원장이 "빨리 결정하라"고 지시했다"는 사실이 밝혀졌고 이로 인하여 김영삼 대통령이 당선된 직후 "대법원장이 뭔가 깊이 고민하고 있다"는 사실이 전해졌으며 김영삼 정부 출범이후 대통령과 법원행정처장은 만남을 가졌음에도 대법원장은 한 차례도 만나지 않았다. 1993년 김영삼 정부 출범 직후 이루어진 공직자 재산공개와 관련하여 청와대 관계자가 "사법부도 예외가 될 수 없다"고 말하여 "경기도 용인 등지에 부동산 투기를 하였다"는 의혹을 받은 김덕주는 대법원장직을 사퇴했다.